# マークII手榴弾
マークII手榴弾（マークツーしゅりゅうだん、Mk II Grenade / Mk 2 Grenade）は、アメリカで開発された手榴弾である。フランス製F1手榴弾を参考に開発したマークI手榴弾を原型に改良を加えたもので、第二次世界大戦以降はアメリカ軍を中心に広く使用された。1950年代より、後継のM26手榴弾に更新されている。

## 概要
第一次世界大戦中に使用されていたマークI手榴弾の改良型にあたり、形状から「パイナップル」と呼ばれたと言われるが、実は本体の色が黄色だったため兵士からパイナップルと愛称された。尚、第二次世界大戦中に写真の如くOD（オリーブドラブ）に変更されている。上部の黄色部分は旧塗装の名残りである。
アメリカ軍では第一次大戦の直後に採用され、第二次世界大戦を通じて使用された。1950年代にM26手榴弾が開発されると制式手榴弾の座を譲り、段階的に更新されていったが、その後もベトナム戦争の辺りまで使用されていた。また、西側諸国の軍隊でもしばしば採用され、日本の陸上自衛隊ではM26手榴弾を採用するまで「MK2破片手榴弾（マークツーはへんしゅりゅうだん）」の名称で採用していた。

## 特徴
鋳造製の本体には縦横に溝が彫られ、この溝で区切られた四角形の突起が表面を覆っている。これは、手が泥などで汚れていたとしても確実に握り、正確に投擲できるように施されたものである。この溝と突起には爆裂時の破片の大きさを調整する効果も期待されており、マークIでは破片が細かくなりすぎたため、マークIIでは突起が1列減らされた。しかし、後の研究で刻み目の通りには割れず、弾体の外側ではなく内側に刻まなければ効果はないということが判明したため、後継のM26手榴弾は内側が加工され外側は滑らかな形状になった。
指定火薬はTNTを使用していたが、供給不足によりニトロスターチが多く使われるようになった。爆発有効範囲は5-10ヤード（4.5-9.1メートル）ほどだが、記録によると50ヤード（45メートル）先に居た人を殺傷する力を有するとされる。投擲距離は30-40ヤード（27-37メートル）ほどとされる。

## 登場作品

### 映画・テレビドラマ
『硫黄島からの手紙』
アメリカ海兵隊が使用する。
『ゴジラvsデストロイア』
警視庁特殊部隊SUMPが、デストロイア幼体との戦闘で使用。
『地獄のデビルトラック』
暴走した無人のM274トラック（M60機関銃装備）の隙を突いてM274上に置き、破壊する。
『大都会』、『西部警察』
作中に頻繁に登場し、犯人たちが使用するが投げようとした直前に撃たれてしまい、その場に落としたため自爆してしまうというシーンがよくある。
『戦国自衛隊』
戦国時代にタイムスリップした自衛隊の装備の1つとして登場。水中に潜む弓兵に対して使用するほか、飛行するS-61から地上の武田騎馬隊へ向けてばら撒かれる。
『宣戦布告』
某国特殊部隊に対して出動した陸上自衛隊が使用しようとするが、警察比例の原則により、相手を上回る威力を持つ武器にあたる可能性があるとして使用許可がなかなか下りなかった。しかし、連隊長が責任を取る形で使用が許可され、敵兵士数人を倒す戦果を挙げることになる。
『フューリー』
終盤の武装親衛隊大隊との戦闘で主人公らが乗るM4A3E8 シャーマン、通称「フューリー」の乗員たちが使用する。履帯を破壊され、移動できなくなったフューリーに接近してくる武装親衛隊に対する近接防御用に使用されるが、乗員の1人、ゴルドがピンを抜いて投げようとしたところに近距離から銃撃を受けて車内に手榴弾が転がり込んでしまい、外に投げ出す間もなかったため、ゴルドが覆い被さって仲間を庇うシーンがある。
『プライベート・ライアン』
終盤の橋を巡る戦闘で、アメリカ軍兵士らがドイツ軍のティーガーIに取り付いてハッチをこじ開け、内部に投げ落とす。
『ポリス・ストーリー3』
タイ将軍の私設キャンプ内での銃撃戦の最中に武器庫に追い詰められた主人公のチェン・カクー刑事と中国人民武装警察部隊のヤン警部が武器庫にあった本手榴弾を投げるふりをしてタイ将軍の護衛を退けようとするが誤ってヤン警部がピンを抜いて投げてしまい、急いで武器庫から脱出するシーンがある。

### 漫画・アニメ
『ジョジョの奇妙な冒険 第2部 戦闘潮流』
ジョセフが吸血鬼になったストレイツォに対して使用。
『続・戦国自衛隊』
戦国時代にタイムスリップした自衛隊の装備の1つとして登場。
『日常』
アニメ版第八話「日常の32」に登場。立花みさとが笹原幸治郎に対して使用する。
『ニセコイ』
第75話「カミカゼ」に登場。
『ルパン三世 カリオストロの城』
峰不二子がクラリスの監禁部屋で伯爵の手下相手に使用。脱出路を開くべく窓へも投擲するが、窓や壁は耐爆仕様だったので歯が立たなかった。
『パイナップルARMY』
　　主人公のジェド豪士がM79 グレネードランチャーと並ぶ得意とする武器。通常の投擲だけでなく，ブービートラップでも用いる。

### 小説
『日本国召喚』
小説版と漫画版に登場。自衛官が魔獣レッドオーガに投擲するが、効果は無かった。

### ゲーム
『Just Cause』
「Fragmentation Grenade」の名称で登場する。
『コール オブ デューティシリーズ』
『CoD』
アメリカ軍のグレネードとして登場する。
『CoD:UO』
アメリカ軍のグレネードとして登場する。
『CoD:FH』
アメリカ軍とイギリス軍のグレネードとして登場する。
『CoD2』
アメリカ軍のグレネードとして登場する。
『CoD2:BRO』
アメリカ軍のグレネードとして登場する。
『CoD3』
アメリカ軍のグレネードとして登場する。
『CoD:WaW』
アメリカ軍の手榴弾として登場する。

『バトルフィールドシリーズ』
『BF1942』
アメリカ軍・アメリカ海兵隊・イギリス軍・ソ連軍・カナダ軍の手榴弾として登場する。
『BFV』
アメリカ陸軍・アメリカ海兵隊・グリーンベレー・南ベトナム軍で使用可能。
『BF1943』
アメリカ海兵隊の手榴弾として登場する。
『BF5』
アメリカ軍の破片手榴弾として登場する。